# 중국사회과학원
중국사회과학원(중국어 간체자: 中国社会科学院, 정체자: 中國社會科學院, 병음: Zhōngguó Shèhuì Kēxuéyuàn, 영어: Chinese Academy of Social Sciences, CASS)은 중화인민공화국 국무원 직속의 국립 연국기관이다. 1977년 설립되었으며, 경제, 법학, 철학, 고고학, 역사, 문학, 언어, 민족, 종교등 여러 다양한 과제에 대하여 연구한다.
2008년 12월 26일, 카네기 국제평화재단이 출판하는 포린 폴리시는 전 세계 싱크탱크 순위를 발표했다. 1위 브루킹스 연구소, 2위 미국외교협회(CFR), 3위 카네기 국제평화재단, 4위 랜드연구소, 5위 헤리티지재단을 선정했고, 미국 이외의 탱크로는, 영국의 채텀 하우스, 국제전략문제연구소(IISS), 스웨덴의 스톡홀름국제평화연구소(SIPRI), 중국사회과학원(CASS)이 순위에 올랐다.

## 직무 범위
사회과학원 산하에는 총 37개의 연구소를 두고있다. 중국과 세계 각국의 경제, 법학, 철학, 고고학, 역사, 문학, 언어, 민족, 종교등 여러 다양한 과제에 대하여 연구한다.

## 조직구성
직능부문의 조직이름은 한자음을 직역하기보다 한국단어로 적절하게 의역하였다. 조직명의 우측괄호내에는 본래 중국어 명칭을 기재하였다.

### 직능부문
- 과학연구국 (科研局（学部工作局))
- 인사교육국 (人事教育局)
- 재무기본건설계획국 (财务基建计划局)
- 퇴직간부공작국 (离退休干部工作局)
- 감찰국 (监察局（直属机关纪委)
- 기초건설작업사무실 (基建工作办公室)
- 혁신계획 종합관리사무실 (创新工程综合管理办公室（人才交流培训中心)
- 정보화관리사무실 (信息化管理办公室)

### 직속단위
- 중국사회과학출판사 (中国社会科学出版社)
- 사회과학문헌출판사 (社会科学文献出版社)
- 중국사회과학잡지사 (中国社会科学杂志社)
- 중국사회과학원대학 (中國社會科學院大學)
- 중국사회과학원연구생원 (中國社會科學院研究生院)
- 도서관 (图书馆（调查与数据信息中心）)
- 복무센터 (服务中心)
- 중국사회과학원 문화발전촉진센터 (中国社会科学院文化发展促进中心)

### 연구단위
연구원 내부는 총 6개의 대학부와 37개의 연구소로 나뉜다.
| 인문철학부 (文哲学部) - 문학연구소 (文学研究所) - 민족문학연구소 (民族文学研究所) - 외국문학연구소 (外国文学研究所) - 언어연구소 (语言研究所) - 철학연구소 (哲学研究所（含文化研究中心)) - 세계종교연구소 (世界宗教研究所) | 역사학부 - 고고학연구소 - 역사연구소 (历史研究所) - 근대사연구소 (近代史研究所) - 세계역사연구소 (世界历史研究所) - 중국변방연구소 (中国边疆研究所) - 대만연구소 | 마르크스주의 연구학부 (马克思主义研究学部) - 마르크스주의 연구원 (马克思主义研究院) - 중국특색사회주의이론체계 연구센터 (中国特色社会主义理论体系研究中心) - 현대중국연구소 (当代中国研究所（辖当代中国出版社)) - 정보첩보연구원 (信息情报研究院) |

| 사회정치법률학부 (社会政法学部) - 법학연구소 (法学研究所) - 국제법연구소 (国际法研究所) - 정치학연구소 (政治学研究所) - 민족학 및 인구학연구소 (民族学与人类学研究所) - 사회학연구소 (社会学研究所 - 사회발전전략 연구소 (社会发展战略研究院) - 신문 및 미디어 연구소 (新闻与传播研究所) | 국제연구학부 - 세계경제 및 정치연구소 (世界经济与政治研究所) - 러시아, 동유럽, 중앙아시아연구소 (俄罗斯东欧中亚研究所) - 유럽연구소 (欧洲研究所) - 중동, 아프리카 연구소 (西亚非洲研究所) - 라틴아메리카 연구소 (拉丁美洲研究所) - 아시아태평양 및 전세계전략 연구원 (亚太与全球战略研究院) - 미국연구소 (美国研究所 - 일본연구소 (日本研究所) - 평화발전연구소 (和平发展研究所) | 경제학부 - 경제연구소 (经济研究所) - 공업경제연구소 (工业经济研究所) - 농촌발전연구소 (农村发展研究所) - 재정경제전략 연구원 (财经战略研究院) - 금융연구소 (金融研究所) - 계량경제 및 기술경제연구소 (数量经济与技术经济研究所) - 인구 및 노동경제연구소 (人口与劳动经济研究所) - 도시발전 및 환경연구소 (城市发展与环境研究所) |

## 역대 원장
- 胡乔木 (1977년 ~ 1982년)
- 马洪 (1982년 ~ 1985년)
- 胡乔木 (1985년 ~ 1988년)
- 후셩 (1988년 ~ 1998년)
- 리티에잉 (1998년 ~ 2003년)
- 첸쿠이위안 (2003년 ~ 2013년）
- 왕웨이광 (2013년 ~ 2018년)
- 셰푸잔 (2018년 ~ 현재)

## 논란
중화인민공화국 국무원 산하의 중국사회과학원(CASS) 동북변강사지 연구센터의 동북공정이 한국과 중화인민공화국 간에 외교와 학계, 민간 차원에서 큰 마찰을 일으키며 분쟁거리가 되었다.

## 역대 원장
1. 후차오무 (胡乔木) : 1977년 - 1982년
2. 마훙 (马洪) : 1982년 - 1985년
3. 후차오무 : 1985년 - 1988년
4. 후성 (胡绳) : 1988년 - 1998년
5. 리티에잉 (李铁映) : 1998년 - 2003년
6. 천쿠이위안 (陈奎元) : 2003년 - 현재

## 같이 보기
- 중국과학원